# Comité international de la zone de sécurité de Nankin
Le Comité international de la zone de sécurité de Nankin a été établi afin de protéger et de rétablir la zone de sécurité de Nankin.
Beaucoup d'occidentaux vivaient dans la ville durant le conflit sino-japonais en 1937. Après le départ du gouvernement chinois, la plupart d'entre eux ont également décidé de quitter la ville, alors que l'armée impériale japonais approchait de Nankin. Un petit nombre d'hommes d'affaires, journalistes et missionnaires occidentaux choisirent toutefois de rester. Les missionnaires était principalement des américains des églises presbytérienne et méthodiste.
Les occidentaux qui restèrent établirent la zone de sécurité de Nankin, composée de plusieurs camps de réfugiés sur une superficie d'environ 9 km2, autour de l'ambassade des États-Unis.
Afin de coordonner leurs efforts, un comité fut formé, appelé Comité international de la zone de sécurité de Nankin. L'homme d'affaires allemand John Rabe en fut le dirigeant, en partie à cause de son statut de membre du parti nazi et de l'existence du pacte anti-Komintern en vigueur entre l'Allemagne et le Japon.
Rabe et les autres réfugiés étrangers essayèrent de protéger les civils des meurtres des Japonais. Les Japonais ne reconnurent jamais la zone de sécurité et des centaines d'hommes et de femmes y furent violés ou tués. Rabe et le comité auraient sauvé la vie d'environ 250 000 personnes durant le massacre de Nankin.

## Membres
Timperley  et Hsu, ont chacun décrit la liste suivante des membres du comité :
| Nom                  | Métier / Nationalité         | Entreprise                                             |
| -------------------- | ---------------------------- | ------------------------------------------------------ |
| Miner Searle Bates   | Professeur américain         | Université de Nankin                                   |
| George Ashmore Fitch | Missionnaire américain       | Nanking YMCA (Presbytérien)                            |
| Ernest Forster       | Missionnaire américain       | Église St. Paul (Episcopalien/Anglican)                |
| J.M. Hansen          | Homme d'affaires danois      | Texas Oil Co.                                          |
| J. Lean              | Homme d'affaires américain   | Asiatic Petroleum Co.                                  |
| Iver Mackay          | Homme d'affaires britannique | Butterfield and Swire                                  |
| John Magee           | Missionnaire américain       | Mission de l’Église américaine (Episcopalien/Anglican) |
| Rév. W. Plumer Mills | Missionnaire américain       | Mission de l’Église américaine (Presbytérien)          |
| James McCallum       | Missionnaire américain       | Drum Tower Hospital (Hôpital universitaire de Nankin)  |
| P. H. Munro-Faure    | Homme d'affaires britannique | Asiatic Petroleum Co.                                  |
| J.V. Pickering       | Homme d'affaires américain   | Standard-Vacuum Co.                                    |
| John Rabe            | Homme d'affaires allemand    | Siemens Co.                                            |
| Charles Riggs        | Professeur américain         | Université de Nankin                                   |
| P.R. Shields         | Homme d'affaires britannique | International Export Co.                               |
| G. Schultze-Pantin   | Homme d'affaires allemand    | Shingming Trading Co.                                  |
| Lewis S. C. Smythe   | Professeur américain         | Université de Nankin                                   |
| Eduard Sperling      | Homme d'affaires allemand    | Shanghai Insurance Co.                                 |
| Minnie Vautrin       | Missionnaire américaine      | École pour filles de Ginling                           |
| Robert O. Wilson     | Docteur américain            | Drum Tower Hospital (Hôpital universitaire de Nankin)  |

## Activités
Après la chute de Nankin, la zone de sécurité de Nankin accueille environ 250 000 réfugiés. Les membres du comité réussissent à fournir à ces derniers de la nourriture, un toit et des soins médicaux.
Chaque fois que des soldats japonais entraient dans la zone, ils étaient étroitement suivi par un des occidentaux. Ces derniers ont toujours refusé de répondre aux demandes faites par les soldats de l'armée impériale japonaise, se plaçant systématiquement entre les soldats japonais et les civils chinois.
Les membres du comité contacté régulièrement le consult-général Okazaki Katsuo, le second secrétaire Fukui Kiyoshi et l'attaché Fukuda Tokuyasu pour leur faire part de la situation anarchique qui régnait à Nankin.

### Miner S. Bates
Miner Searle Bates fut un des dirigeants du comité et travailla à la sécurisation de la population de Nankin. Cette tâche s'avéra difficile et il mit à plusieurs reprises sa vie en jeu, comme lorsqu'il fut poussé dans les escaliers par la police militaire japonaise après s'être renseigné sur le sort d'un étudiant qui avait été enlevé par les soldats japonais.
Afin de renforcer son influence avec les Japonais, les directeurs de l'université de Nankin le nommèrent vice-président de l'université le 13 janvier 1938. Deux jours après la chute de Nankin, Bates déposait sa première protestation contre les atrocité japonaise à l'ambassade du Japon.
Selon son témoignage devant le tribunal militaire international pour l'extrême-orient, il redit visite à l'ambassade du Japon quotidiennement durant les trois semaines qui suivirent. Il certifia que les autorités japonaises lui semblèrent être « honnêtement en train d'essayer de faire un petit peu dans une mauvaise situation. » Toutefois, Bates atteste que les fonctionnaires de l'ambassade étaient eux-mêmes terrifiés par les militaires et ne pouvaient pas faire grand chose, si ce n'est transmettre les doléances à Shanghai et Tokyo.
Le plus célèbre des rapports présentés par Bates était celui du 10 janvier 1938. Une copie de cette lettre de protestation réussit à atteindre la Chine libre.

### Robert O. Wilson
Avec John Rabe et Minnie Vautrin, Robert O. Wilson participa à l'établissement de la zone de sécurité de Nankin. Il état le seul chirurgien responsable de la prise en charge des victimes des atrocités commises par les Japonais. Le travail altruiste du docteur Wilson et de ses associés a permis de sauver les vies de civils et prisonniers de guerre, qui auraient autrement péri dans les mains des agresseurs.

## Rôle dans la documentation du massacre de Nankin
Plusieurs témoignages du massacre de Nankin furent fournis par les membres du comité.

### Protestations et lettres de témoignages
Le comité envoya 61 lettres au consulat japonais pour rapporter divers incidents qui se sont produits entre le 13 décembre 1937 et le 9 février 1938.
Miner Bates, John Magee and George A. Fitch, les dirigeants de la YMCA de Nankin ont activement écrit sur les conditions chaotiques créées par les troupes japonaises, en envoyant leurs histoires à leurs amis, à des officiels du gouvernement et aux organisations chrétiennes afin que le reste du monde, et en particulier le public américain, soit tenu a courant de la situation dans la ville terrorisée.
Ils espérèrent une intervention du gouvernement américain ou au moins l'application de l'acte de neutralité de 1937 sur l'incident de Chine, qui rendait illégal le commerce de matériels de guerre entre les États-Unis et le Japon.
Par exemple, la lettre de Bates au consul américain en janvier 1938 explique comment la zone de sécurité a été « maintenue avec ténacité » et a besoin d'aide « au milieu du déshonneur des soldats, des meurtres, blessures, viols à grande échelle » de la terreur japonaise.
Aux États-Unis, le comité sur l'extrême-orient de la conférence des missions étrangères a reçu plusieurs lettres de missionnaires à Nankin. Après des semaines de concertation, ils décident de révéler les lettres en février 1938 malgré le probable effet contre le christianisme au Japon. Les lettres sont publiées dans des magazines comme le Reader's Digest au milieu de l'année 1938.

### Films de Magee
George Fitch réussit à sortir de Chine les films tournés par John Magee lorsqu'il quitte temporairement le pays en janvier 1938. Cette année, il parcourt les États-Unis pour donner des conférences sur ce dont il a été témoin à Nankin, avec les films montrant des images des victimes chinoises.

## Témoignage devant le Tribunal militaire international pour l'extrême-orient
Plusieurs membres du comité ont été entendu comme témoins pour partager leurs expériences et observations durant le massacre de Nankin. Parmi eux, Robert Wilson, Miner Searle Bates et John Magee furent présents. George A. Fitch, Lewis S. C. Smythe et James McCallum remplirent une déclaration écrite sous serment en plus de leurs journaux intimes et de leurs lettres.

## Historiographie
Durant la guerre de Corée (1950–53), le gouvernement de la République populaire de Chine utilisa les comptes rendus du Comité international pour intégrer ses membres dans la propagande destinée à augmenter le sentiment anti-américain. Dans ce but, les occidentaux qui restèrent à Nankin sont décrits comme étant des étrangers ayant sacrifié des vies chinoises pour protéger leurs propriétés, menant les troupes japonaises dans la ville et collaborant avec eux pour arrêter des prisonniers de guerre dans les camps de réfugiés.
Résultat de cette propagande anti-américains, une étude détaillée menée par l'Université de Nankin en 1962 va plus loin en affirmant que les occidentaux ont aidé les Japonais à exécuter des Chinois à Nankin. L'étude critique avec véhémence ces étrangers pour n'avoir fait aucun effort pour arrêter les atrocités.
Cette perception erronée du Comité international est finalement corrigé dans les années 1980 lorsque plus de documents historiques deviennent accessibles et que plus d'études sont publiées. De nos jours, plusieurs journaux intimes et lettres de missionnaires décrivant méthodiquement le rôle de chacun dans le massacre de Nankin sont conservés dans la bibliothèque de la Yale Divinity School.

## Chronologie
- 22 novembre 1937 – Le Comité international de la zone de sécurité de Nankin est organisé pour abriter les réfugiés Chinois
- 12 décembre 1937 – Les soldats Chinois reçoivent l'ordre d'abandonner Nankin
- 13 décembre 1937 – Les troupes japonaises capturent Nankin
- 14 décembre 1937 – Le comité international de la zone de sécurité de Nankin envoie la première lettre condamnant les atrocités japonaises à l'ambassade du Japon
- 19 février 1938 – La dernière des 69 lettres de protestations contre les atrocités japonaises est envoyée par le comité à l'ambassade du Japon et annonce le renommage du comité en Comité international de sauvetage de Nankin

## Sources
- (en) Eyewitness to Massacre: American Missionaries Bear Witness to Japanese Atrocities in Nanjing (lire en ligne).